# Freddy Quinn
Franz Eugen Helmuth Manfred Nidl (født 27. september 1931 i Wien, Østrig), kendt som Freddy Quinn, er en østrigsk født schlagermusiker og skuespiller. Han havde sin storhedstid i 1950'erne og 1960'erne.
Han deltog i 1956 i det første internationale Melodi Grand Prix med sangen So geht das jede Nacht.
På daværende tidspunkt gjorde man ikke brug af et egentligt afstemningssystem, så man kårede blot en vinder og placerede de øvrige deltagende bidrag på en delt 2. plads.